# Pretzetze
Pretzetze ist ein Ortsteil der Gemeinde Langendorf im Landkreis Lüchow-Dannenberg in Niedersachsen.
Das Dorf liegt an der Landesstraße L 256 unweit der nordöstlich fließenden Elbe zwischen den Langendorfer Ortsteilen Grippel und Laase.

## Geschichte
Beim früheren Forsthaus in Pretzetze lag auf einem leicht erhöhten Plateau die Burg Pretzetze als mittelalterliche Niederungsburg vom Typ einer Motte. Der Holzhändler Johann Georg Jauch in Pretzetze betrieb in den Jahren 1769–1840 für die Firma J. C. Jauch & Söhne in Hamburg die Flößerei auf der Elbe. Diese Firma war im 19. Jahrhundert die bedeutendste Holzgroß- und Holzhandlung Hamburgs.
Bis 1972 gehörten Pretzetze und Grippel zur bis dahin eigenständigen Gemeinde Laase. Am 1. Juli 1972 wurde Pretzetze in die Gemeinde Langendorf (Elbe) eingegliedert.